# Monte (Murtosa)
Monte is een plaats (freguesia) in de Portugese gemeente Murtosa en telt 1116 inwoners (2001).